# فترة تدريب
فترة التدريب (بالإنجليزية: Internship)هي فترة من الخبرة العملية التي تقدمها منظمة لفترة محدودة من الزمن. كانت هذه الفترة تقتصر على خريجي الطب، وحاليا تستخدم هذه الفترة، مجموعة واسعة من الشركات والمنظمات غير الربحية والوكالات الحكومية. يتم هذا التدريب عادةً من قبل الطلاب والخريجين الذين يتطلعون إلى اكتساب المهارات والخبرة ذات الصلة في مجال معين. يستفيد أصحاب العمل من هذه الفترة التدريبية لأنهم غالبًا ما يوظفون من المتدربين أفضلهم وممن تعرفوا على قدراتهم، وبالتالي يوفرون الوقت والمال على المدى الطويل. عادة ما يتم تنظيم فترة تدريب من قبل منظمات الطرف الثالث التي توظف المتدربين نيابة عن المنظمات نفسها. تختلف القواعد من بلد إلى آخر حول متى يجب اعتبار المتدربين موظفين.
يتم استخدام الفترات التدريبية لتحديد ما إذا كان المتدرب لا يزال لديه اهتمام بمجال معين بعد تجربته في الحياة الحقيقية. بالإضافة إلى ذلك، يمكن استخدام الفترات التدريبية لإنشاء شبكة مهنية يمكنها المساعدة في خطابات التوصية أو تؤدي إلى فرص عمل مستقبلية. الفائدة من جلب متدرب إلى العمل بدوام كامل هو أن يكون على دراية بالفعل بالشركة والموقع، وعادة ما يحتاج المتدربون إلى القليل من التدريب أو لايحتاجون. تمنح فترة التدريب طلاب الجامعات الحاليين القدرة على المشاركة في مجال من اختيارهم لتلقي التعلم العملي حول مهنة مستقبلية معينة، وإعدادهم للعمل بدوام كامل بعد التخرج.

## الأنواع
فترات التدريب موجودة في مجموعة واسعة من الصناعات والتخصصات. يمكن أن تكون الفترة التدريبية مدفوعة أولا تكون كذلك، أو حتى مدفوعة جزئيا. قد تكون فترة التدريب بدوام جزئي أو بدوام كامل وعادة ما تكون متناسبة مع جداول الطلاب. تستمر فترة التدريب النموذجية بين شهر وأربعة أشهر، ولكن يمكن أن تكون أقصر أو أطول، اعتمادًا على المنظمة المعنية.